# Блавацький Іван Васильович
Іва́н Васи́льович Блава́цький (8 березня 1887, с. Малі Підліски, Австро-Угорщина — 19 квітня 1963, м. Балтимор, США) — український греко-католицький священник, громадський діяч.

## Життєпис

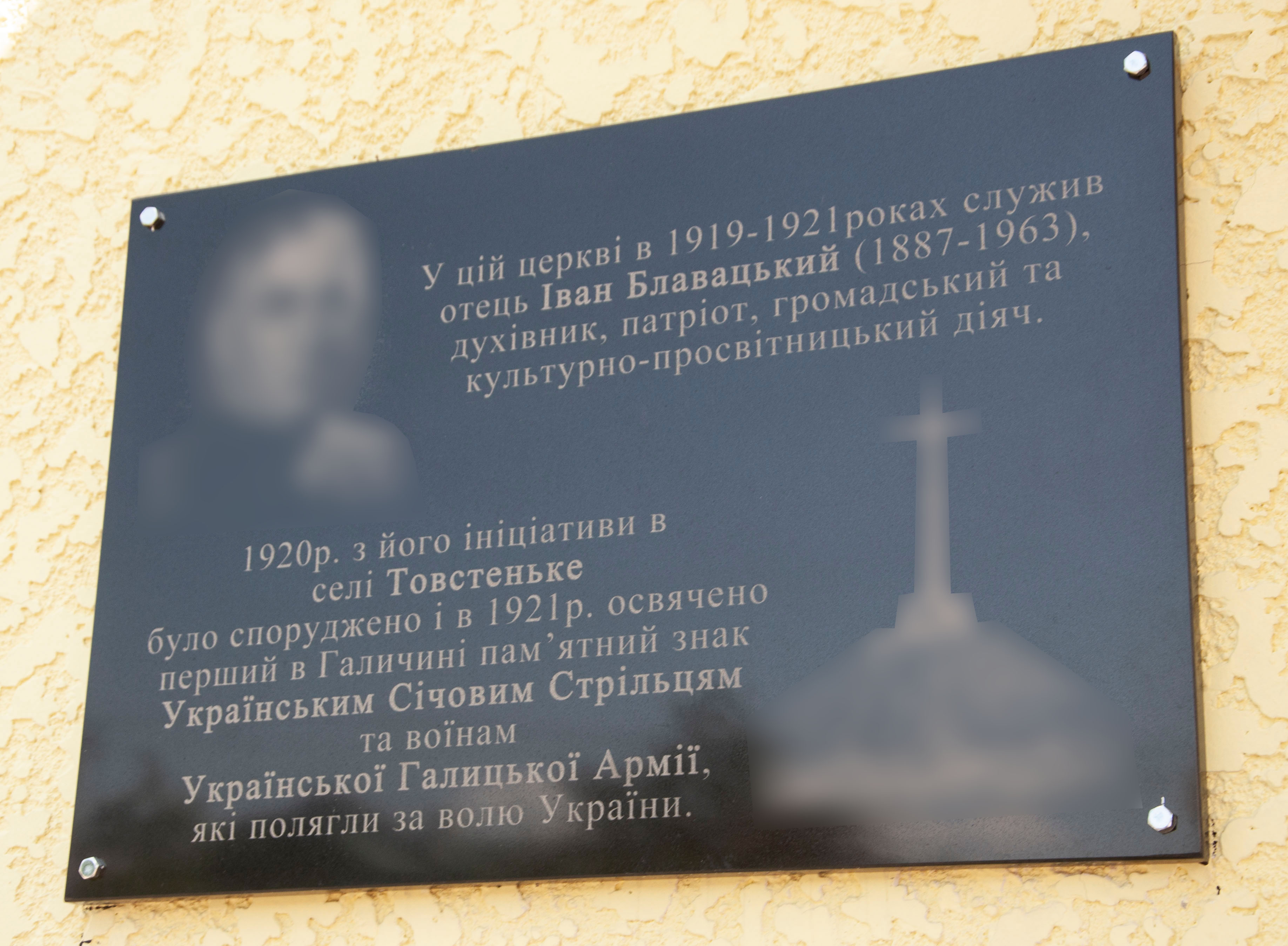
Меморіальна дошка о. Іванові Блавацькому на фасаді церкви Пресвятої Трійці в Товстенькому, де він служив протягом 1919—1921 років.

Іван Блавацький народився 8 березня 1887 року в селі Малих Підлісках, нині Львівської громади Львівського району Львівської области України.
Закінчив Львівську духовну семінарію та університет. Висвячений єпископом Григорієм Хомишином 24 березня 1918 року, у Каплиці духовної семінарії в Станиславові. Служив у селах: Товстенькому Гусятинського деканату (1919—1921), Бобулинцях Чортківського деканату (1922—1923), Милуванню (1923—1931) та Рошневі (1928—1929) Єзупільського деканату, Хриплині (1931—[1938], адміністратор) та Опришівцях (1938—1944) Станиславівського деканату.
У 1920 році разом з однодумцями ініціював насип першої в Галичині символічної могили в Товстенькому Чортківського району у пам'ять про полеглих у Першій світовій війні.
У Станиславові був референтом Єпископської консисторії, катехитом гімназій Торгівельної і Рідної школи, другим містодеканом Станиславівського деканату (1938).
У 1939—1941 роках зазнав гонінь від комуністів. З приходом німецької окупації разом з парафіянами відправив панахиду за в'язнями, яких енкаведисти розстріляли в Станиславівській тюрмі. У липні 1941 року, на честь полеглих ініціював насип могили Борців за волю України в Опришівцях.
У 1944 році разом з сім'єю виїхав до Західної Європи, де був парохом в містах Флінтсбах (1946—1948), Розенгайм (1948—1949). Від 1950 — у США. Служив на різних українських парафіях, зокрема в містах Гемтремку (1950—1951), Філадельфії ([1952], 1959—1960), Кліфтон-Гайтсі (1960—1962).
Помер 19 квітня 1963 року в місті Балтиморі (США). Похований на Українському католицькому цвинтарі святої Марії в передмісті Факс Чейс м. Філадельфії.

### Родина
Був одружений, дружина Олена. Виховав двох доньок — Лідію й Дарію.

### Пам'ять
У 2021 році за ініціативи краєзнавця Юхима Макотерського в Товстенькому на фасаді церкви Пресвятої Трійці встановлено пам'ятну дошку о. Іванові Блавацькому.
На честь о. Івана Блавацького названо вулицю в Опришівцях.